# Cornești (gmina Crăciunești)
Cornești (węg. Somosd) – wieś w Rumunii, w okręgu Marusza, w gminie Crăciunești. W 2011 roku liczyła 957 mieszkańców.